# Acanthurus tennentii
Acanthurus tennentii – ryba morska z rodziny pokolcowatych. Spotykana w akwariach morskich.
Występowanie: Ocean Indyjski